# Визитор, Нана
Нана Визитор (англ. Nana Visitor; род. 26 июля 1957[…], Нью-Йорк, Нью-Йорк) — американская актриса.

## Биография
Нана Визитор родилась под фамилией Такер в Нью-Йорке в семье учителя балета и хореографа и начала свою актёрскую карьеру на бродвейской сцене в середине семидесятых. В 1977 году она дебютировала на большом экране в фильме «Часовой» и в последующие годы в основном была активна на телевидении.
Визитор наиболее известна по своей роли Киры Нерис в телесериале «Звёздный путь: Глубокий космос 9», где она снималась с 1993 по 1999 год, на протяжении всего периода трансляции шоу. После завершения шоу она присоединилась к сериалу «Тёмный ангел», который был закрыт после двух сезонов, после чего сыграла Рокси Харт в национальном туре бродвейского мюзикла «Чикаго».
С 2005 по 2008 год она играла одну из главных ролей в сериале «Дикий огонь», а в последние годы появилась в фильмах «На трезвую голову», «Требуется няня» и «Пятница, 13-е». Кроме этого она в разные годы была гостем во множестве сериалов, в том числе «Касл», «Торчвуд», «Звёздный крейсер „Галактика“», «C.S.I.: Место преступления», «Фрейзер», «Мэтлок», «Она написала убийство» и многих других.

## Личная жизнь
Визитор была замужем трижды. С 1989 по 1994 год была замужем за актёром Николасом Мискуси. У них есть один ребёнок. С 1997 по 2001 год была замужем за актёром Александром Сиддигом. У них есть сын Джанго. В 2003 году вышла замуж за актёра Мэтта Риммера, но их брак закончился разводом.

## Избранная фильмография
| Год       |    | Русское название                 | Оригинальное название          | Роль                               |
| --------- | -- | -------------------------------- | ------------------------------ | ---------------------------------- |
| 1977      | ф  | Часовой                          | The Sentinel                   | девушка в финальном эпизоде        |
| 1982      | с  | Одна жизнь, чтобы жить           | One Life to Live               | Джорджина Уитман                   |
| 1985      | с  | Охотник                          | Hunter                         | Эми Лортон                         |
| 1985      | с  | Ремингтон Стил                   | Remington Steele               | Айлин Фитцджеральд                 |
| 1985      | с  | Сумеречная зона                  | The Twilight Zone              | Лори                               |
| 1985—1987 | с  | Секретный агент Макгайвер        | MacGyver                       | Кэрол Варни / Лора Фаррен          |
| 1986      | с  | Рыцарь дорог                     | Knight Rider                   | Сандра Раск                        |
| 1986      | с  | Отель                            | Hotel                          | Уэнди Карлтон                      |
| 1986      | с  | Альфред Хичкок представляет      | Alfred Hitchcock Presents      | Дорис                              |
| 1987      | с  | Династия 2: Семья Колби          | The Colbys                     | Джорджина Синклер                  |
| 1987—1993 | с  | Мэтлок                           | Matlock                        | разные персонажи                   |
| 1988      | с  | Закон Лос-Анджелеса              | L.A. Law                       | Бетси Мейджор                      |
| 1989      | с  | Тридцать-с-чем-то                | Thirtysomething                | Синди                              |
| 1990      | с  | Она написала убийство            | Murder, She Wrote              | Марша Макфи                        |
| 1990—1991 | с  | Пустое гнездо                    | Empty Nest                     | Марджи / доктор Дон Фелпс          |
| 1993—1999 | с  | Звёздный путь: Глубокий космос 9 | Star Trek: Deep Space Nine     | Кира Нерис                         |
| 1998      | с  | За гранью возможного             | The Outer Limits               | Сесилия Ферман                     |
| 2001      | с  | Тёмный ангел                     | Dark Angel                     | доктор Элизабет Ренфро / мадам Икс |
| 2003      | с  | Фрейзер                          | Frasier                        | Шерон                              |
| 2003      | с  | Лас-Вегас                        | Las Vegas                      | Вера                               |
| 2004      | с  | Как сказал Джим                  | According to Jim               | Вероника                           |
| 2004      | с  | C.S.I.: Место преступления       | CSI: Crime Scene Investigation | миссис Гарбетт-Катц                |
| 2005—2008 | с  | Дикий огонь                      | Wildfire                       | Джин Риттер                        |
| 2006      | ф  | У Мини это в первый раз          | Mini’s First Time              | директор Патти Эндрюс              |
| 2008      | с  | Звёздный крейсер «Галактика»     | Battlestar Galactica           | Эмили Ковальски                    |
| 2008      | ф  | На трезвую голову                | Swing Vote                     | Галена Гринлиф                     |
| 2008      | ф  | Требуется няня                   | Babysitter Wanted              | Линда Олбрайт                      |
| 2009      | ф  | Пятница, 13-е                    | Friday the 13th                | Памела Вурхиз                      |
| 2009—2014 | мс | Гриффины                         | Family Guy                     | разные персонажи                   |
| 2011      | ф  | Ловушка                          | The Resident                   | агент по недвижимости              |
| 2011      | с  | Торчвуд                          | Torchwood                      | Оливия Коласанто                   |
| 2011      | с  | Гримм                            | Grimm                          | Мелисса Уинкрофт                   |
| 2012      | с  | Касл                             | Castle                         | доктор Патти Баркер                |
| 2015      | ф  | Третий лишний 2                  | Ted 2                          | агент по усыновлению               |
| 2017      | с  | Династия                         | Dynasty                        | Дайана                             |